# 彩脳
『彩脳』（さいのう）は、ロックバンド・凛として時雨のギター・ボーカルであるTKがTK from 凛として時雨名義として、2020年4月15日にソニー・ミュージックアソシエイテッドレコーズから発売された4枚目のスタジオ・アルバム。

## 概要
約3年半ぶりであり4枚目のフルアルバム。本作は作詞や演奏、アレンジなどに各方面から共演者を迎えるという才能の彩りに満ちた作風となっており、タイトルに相応しい「彩脳」が集結したアルバムとなっている。CDジャケットには、2014年にアニメ『東京喰種トーキョーグール』のオープニングテーマ「unravel」以来親密な関係にある漫画家の石田スイが本作のためにTKの肖像画を描き下ろした。
石田スイが作詞を施した「彩脳 -Sui Side-」、又吉直樹が作詞の監修を施した「copy light」、ゲスの極み乙女のキーボーディストであるちゃんMARIとTKの共作となった「インフィクション」、ゲストボーカルにヨルシカのsuisを迎えた「melt」、Salyuを迎えた「moving on」、さらに世武裕子、Tomi Yo、河野圭らが参加する楽曲も収録された。またテーマ曲シングルである「katharsis」、「P.S. RED I」、「蝶の飛ぶ水槽」、配信シングルである「melt」といった既発曲は「sainou mix」という形で収録され、新たに全てミックスし直されている。
2020年3月11日に、アルバムの収録内容と詳細情報が発表された。3月30日に写真家の岡田貴之が撮り下ろした新たなアーティスト写真を公開。4月1日にアルバム収録曲「凡脳」を各音楽配信サイトにて先行配信。iTunes Storeではプリオーダーもスタートし、抽選特典としてTKが描き下ろした「凡人ステッカー」のプレゼント企画が展開されるほか、各CDショップなどでの先着特典も発表された。5月22日には、YouTubeにて本アルバムの制作に密着したドキュメンタリー映像をストリーミング配信。ドキュメンタリー映像では、自らアルバムに対する思いや、制作秘話を語り、またTKを支えるレコーディングに参加したミュージシャン、エンジニアのインタビューからTKの本質に迫る内容となった。

## リリース
本作は通常盤と初回生産限定盤の2形態で発売された。初回生産限定盤には、2019年12月にBunkamuraのオーチャードホールにて行われたプレミアム・アコーステイックライブ「Bi-Phase Brain “R side”」の音源を収録したCDが付属した。iTunesの総合アルバムランキングでは1位を獲得したほか、各ストアでも軒並みランクインしている。
| 形態           | 規格 | 規格品番     |
| -------------- | ---- | ------------ |
| 初回生産限定盤 | 2CD  | AICL-3886～7 |
| 通常盤         | CD   | AICL-3888    |

## 制作
元々は「コラボを軸とした作品」というコンセプトで始めたわけではなく、「今ここに一緒にセッションできるプレーヤーがいたらな」「自分の脳で描けない角度から、僕の音や言葉を見てもらいたいな」などの「ちょっとしたきっかけの集合体」であった。本アルバムに対して、TKは「他者を介在させることによって、自分自身の濃度を高くして、壊して、再構築するような、そんな作品でした」と述べている。「彩脳」というタイトルは、「多彩な才能」と「自分には才能がない」という意味が込められている。「sainou mix」に関しては、「いつも聴いてくれてる人が気づいてくれるような仕掛けとして楽しんでもらえるように」という思いがあり、アルバムとして新たなイメージで聴けることやTK自身が好きな音であることを意識している。

## 楽曲解説
彩脳 -Sui Side-
オープニングを飾るタイトル曲。2018年の『東京喰種 トーキョーグール：re』のオープニングテーマになった「katharsis」と共に主題歌の最終候補まで残っていた楽曲に、3度目のコラボとして石田スイが作詞を施したものとなる。レコーディングには、ピアノにCö shu Nieの中村未来、ベースにキタニタツヤらが参加した。
2020年4月22日には、TKが作詞した別バージョン「彩脳 -TK Side-」がデジタルリリースされた。
元々はTKが『東京喰種』に向けて書いた歌詞を渡しつつ、石田スイに「自由に書き換えてほしい」と伝え、スイは凛として時雨のイメージで歌詞を書いている。副題については、「対比を楽しんでもらいたい」という狙いがあるとTKがインタビューで語っている。
インフェクション
本曲はTKからちゃんMARIに「何か好きなフレーズを送ってみて」というところからスタートし、形態のボイスメモで送られてきた数小節をTKなりに膨らませたものとなる。
コード感はTKの中にはないボキャブラリーだった為、あえてそれを壊さず、ピアノの響きをメインに楽曲が構築された。
鶴の仕返し
共同制作した鶴田さくらがトラックメーカーだった為、目の前でパッドなどを接続して、一緒に0からその場で作り始めた。
最初はエレクトリックなトラックという印象だったが、TKのこだわりでそれを極力人力のものに差し替えていくスタイルを取っており、河野圭の弦アレンジや言葉も合わさっている。
melt
プログラミング主体で制作されており、TKが「ツアーに向けて新曲を出したい」と提案したが、配信シングルだったことでドラムも取れない程に予算がなく、面白がって逆に全部打ち込みにし、それで成立するのかトライしたことがきっかけとなる。生ドラムの重要性はTK自身普段から感じているため、「打ち込みのコントロールのしやすさとともに、全てがコントロールできてしまうために、ちょっとしたジャッジの積み重ねがトータルのクオリティーをとても左右してくる」という部分をこの制作で感じたとインタビューで語っている。
reframe
TKと共同制作したTomi Yoとは以前から親交が深く、「根っこにある部分がつながっている気がした」ことで、弾き語り程度の状態のデモを渡し、自由にアレンジしてもらっている。制作中にTomi Yoのアレンジをもう一回壊しつつ、アレンジを戻しており、それに関しTomi Yoは「自由にやってほしい」と言い、返って来るアレンジに期待してくれてる部分もあったことから「とてもストレートにぶつけあえた」とTKは語っている。
copy light
リリースの3年程前からライブで披露されてきた曲で、「人の愛し方を歌だけで伝えないで」と、ミュージシャンであるTK自身からの鮮烈なフレーズで始まるバラードとなっている。
歌詞について、「自分が一度完結させた物語を独自の視点で読み取れる人に見ていただきたい」という思いから、TKが「どんなかたちでもいいので、一度僕が書いたものを見てください」と又吉直樹に頼んでいる。そこから、「TKさんはこことここに対でメッセージを置いてるので、ここもこうするときれいかもしれないです」、「問いかけだけで終わるのも素敵だけど、そこにTKさんの強いメッセージがもっと入っていてもいいんじゃないでしょうか？」など話をしてもらい、「やりとり全てが僕にとってはこの作品と次にもつながる瞬間ばかりで、自分が書いたものへの自信にもつながりました」とTKは述べている。
2020年4月8日に先行配信、およびミュージック・ビデオがYouTubeでプレミア公開された。MVは誰にでも訪れる大学生の男女3人の苦悩と成長を描いており、又吉直樹も参加し「小説家」役として出演しているほか、MVの企画原案にも参画している。MVには又吉直樹からシナリオへのアドバイスなどもいただいている。

## 収録曲
| 全作曲: TK from 凛として時雨。 |                              |                      |                      |                              |       |
| #                              | タイトル                     | 作詞                 | 作曲・編曲           | 編曲                         | 時間  |
| 1.                             | 「彩脳 -Sui Side-」          | 石田スイ             | TK from 凛として時雨 | TK from 凛として時雨, 河野圭 | 04:33 |
| 2.                             | 「katharsis」(sainou mix)    | TK from 凛として時雨 | TK from 凛として時雨 | TK from 凛として時雨         | 04:22 |
| 3.                             | 「インフィクション」         | TK from 凛として時雨 | TK from 凛として時雨 | ちゃんMARI                   | 05:01 |
| 4.                             | 「鶴の仕返し」               | TK from 凛として時雨 | TK from 凛として時雨 | 河野圭                       | 04:45 |
| 5.                             | 「melt」(sainou mix)         | TK from 凛として時雨 | TK from 凛として時雨 | TK from 凛として時雨         | 04:39 |
| 6.                             | 「moving on」(sainou mix)    | TK from 凛として時雨 | TK from 凛として時雨 | TK from 凛として時雨         | 04:34 |
| 7.                             | 「蝶の飛ぶ水槽」(sainou mix) | TK from 凛として時雨 | TK from 凛として時雨 | TK from 凛として時雨         | 06:00 |
| 8.                             | 「reframe」                  | TK from 凛として時雨 | TK from 凛として時雨 | Tomi Yo                      | 04:10 |
| 9.                             | 「memento」(sainou mix)      | TK from 凛として時雨 | TK from 凛として時雨 | TK from 凛として時雨         | 06:28 |
| 10.                            | 「片つ」                     | TK from 凛として時雨 | TK from 凛として時雨 | 河野圭                       | 04:34 |
| 11.                            | 「凡脳」                     | TK from 凛として時雨 | TK from 凛として時雨 | TK from 凛として時雨         | 02:56 |
| 12.                            | 「P.S. RED I」(sainou mix)   | TK from 凛として時雨 | TK from 凛として時雨 | TK from 凛として時雨         | 04:19 |
| 13.                            | 「copy light」               | TK from 凛として時雨 | TK from 凛として時雨 | 須原杏                       | 05:01 |
| 合計時間:                      | 合計時間:                    | 合計時間:            | 合計時間:            | 61:29                        |       |

| 全作詞・作曲: TK from 凛として時雨。 |                      |                      |                      |       |
| #                                    | タイトル             | 作詞                 | 作曲・編曲           | 時間  |
| 1.                                   | 「this is is this?」 | TK from 凛として時雨 | TK from 凛として時雨 | 05:41 |
| 2.                                   | 「fragile」          | TK from 凛として時雨 | TK from 凛として時雨 | 05:15 |
| 3.                                   | 「make up syndrome」 | TK from 凛として時雨 | TK from 凛として時雨 | 05:45 |
| 4.                                   | 「Last Eye」         | TK from 凛として時雨 | TK from 凛として時雨 | 08:49 |
| 5.                                   | 「Shinkiro」         | TK from 凛として時雨 | TK from 凛として時雨 | 05:18 |
| 6.                                   | 「eF」               | TK from 凛として時雨 | TK from 凛として時雨 | 05:05 |
| 7.                                   | 「Fantastic Magic」  | TK from 凛として時雨 | TK from 凛として時雨 | 04:58 |
| 8.                                   | 「illusion is mine」 | TK from 凛として時雨 | TK from 凛として時雨 | 06:13 |
| 9.                                   | 「katharsis」        | TK from 凛として時雨 | TK from 凛として時雨 | 05:00 |
| 10.                                  | 「CRAZY感情STYLE」   | TK from 凛として時雨 | TK from 凛として時雨 | 05:42 |
| 11.                                  | 「white silence」    | TK from 凛として時雨 | TK from 凛として時雨 | 09:43 |
| 12.                                  | 「unravel」          | TK from 凛として時雨 | TK from 凛として時雨 | 04:40 |
| 13.                                  | 「end roll」         | TK from 凛として時雨 | TK from 凛として時雨 | 04:51 |
| 合計時間:                            | 合計時間:            | 77:08                |                      |       |

## TK from 凛として時雨 彩脳 TOUR 2020
2020年4月22日の恵比寿リキッドルームを皮切りに開催された、全11公演の過去最長となるツアー。サポートメンバーは、ドラムのBOBOとヴァイオリンの佐藤帆乃佳に、昨年からはベースの吉田一郎不可触世界が加わったが、今ツアーではピアノにちゃんMARI、jizueの片木希依と新たなサポートメンバーを迎えた。
しかしツアーは途中で、新型コロナウイルスの影響で全公演延期となり、それに伴い2020年8月8日に配信ライブ『Studio Live for “SAINOU”』が開催された。
2020年5月22日から5月24日には、ZAKIOにてスペシャル映像『TK from 凛として時雨 Recording documentary ＆ Rehearsal for “SAINOU”』がストリーミング配信。3月に行われた本ツアーのツアーリハーサルから「彩脳 -TK Side-」、「P.S. RED I」、「凡脳」、「katharsis」、「copy light」の初セッションの様子が一部収められており、1時間を超える映像作品となっている。英語字幕版は5月30日から6月1日までに配信された。2021年4月14日に発売したEP『yesworld』の初回生産限定盤にはドキュメンタリーの映像が収録された。

### ツアースケジュール
- 2020年4月22日　東京・LIQUIDROOM
- 2020年4月25日　福岡・DRUM LOGOS
- 2020年4月26日　広島・広島 CLUB QUATTRO
- 2020年4月29日　神奈川・KT Zepp Yokohama
- 2020年5月9日　石川・金沢 EIGHT HALL
- 2020年5月17日　北海道・札幌 PENNY LANE 24
- 2020年5月23日　大阪・なんばHatch
- 2020年5月24日　香川・高松MONSTER
- 2020年5月29日　愛知・名古屋 DIAMOND HALL
- 2020年5月31日　宮城・仙台Rensa
- 2020年6月4日　東京・中野サンプラザホール

### Studio Live for “SAINOU”
2020年8月8日から3日間配信で開催された配信ライブ。サポートキーボードにちゃんMARIを迎え、監督は映像作家の最勝健太郎が務めた。EP『yesworld』の初回生産限定盤には、配信ライブの映像が前記のドキュメンタリーと共に収録されている。
同年9月4日からは、全国の映画館で『TK from 凛として時雨 Studio Live for “SAINOU” ～Film Gig Emotion～』を公開。配信が好評を博したことで上映が決定し、「ライブ配信が普及していく中で、よりライブに近くそして通常のライブでは実現できないサウンドと空間を追求したい」とTK自らが企画したものである。ライブ配信されたステレオの2MIXは劇場公開用に、全ての楽曲にTK自身による5.1ch MIXの初のサラウンドミックスが施された。ヒューマントラストシネマ渋谷では日本初のカスタムスピーカー「odessa」が導入され、イオンシネマ板橋でも同様にJBL製音響スピーカーがリニューアルされるなど各会場によって音響システムは異なる。さらに、「配信ではなくライブで初めて新曲を聴くドキドキ感を味わってもらいたい」という想いから、この劇場上映のために新たに制作された未発表楽曲もサラウンドで初披露された。